# U-313
U-313 — средняя немецкая подводная лодка типа VIIC времён Второй мировой войны.

## История
Заказ на постройку субмарины был отдан 25 августа 1941 года. Лодка была заложена 11 мая 1942 года на верфи Флендер-Верке, Любек, под строительным номером 313, спущена на воду 27 марта 1943 года. Лодка вошла в строй 20 мая 1943 года под командованием оберлейтенанта (впоследствии — капитан-лейтенанта) Фридриха Швейгера.

### Флотилии
- 20 мая 1943 года — 31 декабря 1943 года — 8-я флотилия (учебная)
- 1 января 1944 года — 14 сентября 1944 года — 11-я флотилия
- 15 сентября 1944 года — 8 мая 1945 года — 13-я флотилия

### История службы
Лодка совершила 14 боевых походов, успехов не достигла. 9 мая 1944 года U-313 вынужденно досрочно вернулась на базу для устранения проблем с рулями глубины. Эта лодка была оснащена шноркелем. В сентябре 1944 года безуспешно пыталась прорваться в Кольский залив, имея приказ атаковать советский линкор Архангельск, столкнулась с сетевыми противолодочными заграждениями, атакована кораблями дозора и вернулась на базу.
Капитулировала в Нарвике, Норвегия, 8 мая 1945 года. Перешла в Лох-Эриболл, Шотландия. Потоплена в ходе операции «Дэдлайт» 27 декабря 1945 года в районе с координатами 55°40′ с. ш. 08°24′ з. д..